# Đại học Richmond
Viện Đại học Richmond hay Đại học Richmond (tên tiếng Anhː University of Richmond, viết tắt là UR hoặc U of R) là một trường đại học giáo dục khai phóng tư nhân phi lợi nhuận tọa lạc tại thành phố Richmond, bang Virginia, Hoa Kỳ. Trường chủ yếu giảng dạy bằng cử nhân với khoảng 4.350 sinh viên đại học và sau đại học tại năm trường: Trường Nghệ thuật và Khoa học, Trường Kinh doanh E. Claiborne Robins, Trường Nghiên cứu Lãnh đạo Jepson, Trường Luật Đại học Richmond và Trường Nghiên cứu Chuyên nghiệp.
Mặc dù là trường Giáo dục Khai phóng, Richmond có thế mạnh về các ngành Kinh doanh và Kinh tế. Được BusinessWeek xếp hạng thứ 12 trong số các Trường kinh doanh tại Hoa Kỳ và đứng thứ 1 về chất lượng giảng dạy, Trường Kinh doanh Robins của Richmond là Trường kinh doanh duy nhất nằm trong số các Trường Đại học Giáo dục Khai phóng tại Mỹ.

Trong bảng xếp hạng "Đại học tốt nhất Hoa Kỳ năm 2020," US News & World Report đã xếp hạng Richmond ở vị trí thứ 23 trong số các trường Đại học Giáo dục Khai phóng, "Sáng tạo nhất" thứ 10 và "Giá trị tốt nhất" thứ 24. Tạp chí Princeton vinh danh Richmond thứ 3 cho trường hiệu quả tốt nhất, thứ 4 về dịch vụ nghề nghiệp tốt nhất, thứ 4 về trường tốt nhất cho thực tập, thứ 5 trải nghiệm lớp học tốt nhất và là trường có khuôn viên đẹp thứ 8 nước Mỹ trong số 384 trường Đại học tốt nhất Hoa Kỳ.